# SNCASO SO.7060 Deauville
Le SNCASO SO-7060 Deauville est un avion de tourisme et d'école biplace.